# Topographisches Informationssystem
Ein Topographisches Informationssystem (TIS) ist ein computerbasiertes System, mit dem landschaftsbezogene Daten
- gesammelt und redigiert,
- gespeichert und reorganisiert,
- modelliert und analysiert sowie
- multimedial präsentiert

werden.
Es unterscheidet sich vom Landinformationssystem und vom Geographischen Informationssystem im Grad der Detaillierung und Generalisierung.